# Balistika

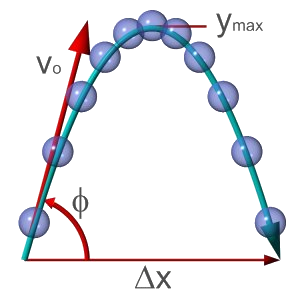
Trajektorie

Balistika (z řeckého bállein "vrhat") je věda zabývající se pohybem a účinkem střely (projektilu, náboje).
Klasická balistika se dělí na podobory:
- Vnitřní balistika – pohyb střely v hlavni
- Přechodová balistika – pohyb střely od opuštění hlavně do okamžiku, kdy končí urychlování (cca 10 až 20násobek průměru hlavně)
- Vnější balistika – pohyb střely ve vnějším prostředí
- Terminální balistika – pohyb střely v cíli (např. v těle zasaženého člověka)